# Joseph Emil Nürnberger
Joseph Christian Emil Nürnberger (auch Joseph Nürnberger; * 25. Oktober 1779 in Magdeburg; † 6. Februar 1848 in Landsberg an der Warthe) war ein deutscher Postbeamter, Mathematiker, Astronom und Schriftsteller.

## Leben
Nürnberger war Sohn eines Kriegs- und Domänenrats und erhielt seine erste Ausbildung im Elternhaus. Er absolvierte die Magdeburger Domschule unter Gottfried Benedict Funk. Hier zeigte er große Begeisterung für die Mathematik und die klassischen Sprachen. Aufgrund eines unglücklichen Umstandes in seiner Familie durfte er aber nicht die akademische Laufbahn verfolgen.
Nürnberger wurde Postbeamter und war zunächst in den Ämtern von Magdeburg, Zerbst und Bernburg tätig, bevor er 1801 als Postsekretär nach Landsberg an der Warthe kam. Im November 1813 wurde er als Kommissar der Sächsischen Post nach Leipzig und Halle an der Saale versetzt. An der Universität Halle wurde er 1816 mit der Dissertation Untersuchungen und Entdeckungen in der höheren Analysis zum Dr. phil. promoviert.
Nürnberger wurde 1816 als Postmeister nach Sorau versetzt. Hier trat er außerdem durch einige Übersetzungen in Erscheinung. 1823 erfolgte seine Ernennung zum königlichen Hofrat. Er war außerdem weiter schriftstellerisch im Bereich der Belletristik sowie im Bereich der Astronomie tätig. 1829 kehrte er als Postmeister nach Landsberg zurück und wurde dort zum Geheimen Hofrat ernannt. Er leitete als Postdirektor die Niederlassung in Landsberg und wurde schließlich am 12. Dezember 1847 zum Oberpostdirektor ernannt.
Der Schriftsteller Woldemar Nürnberger war sein Sohn.

## Ehrungen und Mitgliedschaften
Nürnberger war Geheimer Hofrat sowie Ritter des Roten Adlerordens III. Klasse. Er war Inhaber diverser goldener Medaillen für wissenschaftliche Leistungen und Mitglied unter anderem der Kurländischen und Oberlausitzischen Gesellschaft der Wissenschaften, der Naturforschenden Gesellschaft zu Görlitz, der Gesellschaft Deutscher Naturforscher und Ärzte sowie der Mathematischen Gesellschaft in Hamburg.

## Werke (Auswahl)
- Theorie des Infinitesimal-Calculus Theorie des Infinitesimal-Calculus, Maurer, Berlin 1812.
- Die letzten Gründe der höheren Analysis, Renger, Halle 1815.
- Untersuchungen und Entdeckungen in der höheren Analysis, Halle 1816.
- Astronomische Reiseberichte oder Skizzen der Topographie des Himmels und planetarischen Metempsychose, Dannheimer, Kempten 1837.
- Natur- und gewerbswissenschaftliche Berichte, oder Darstellung der neuesten Physik und Technologie, in aphoristischer Form, Dannheimer, Kempten 1837.
- Ueber das Zerfallen unsers Planeten Systems in zwei große Gruppen, Dannheimer, Kempten 1839.
- Ernste Novellen und Skizzen: Sehnsuchtsklänge nach der Heimath, Dannheimer, Kempten 1839.
- Ernste Dichtungen, Dannheimer, Kempten 1841.
- Still-Leben oder Ueber die Unsterblichkeit der Seele, 2. vermehrte Auflage, Dannheimer, Kempten 1842.
- Populäres astronomisches Hand-Wörterbuch, oder Versuch einer alphabetisch geordneten Erklärung der vornehmsten Begriffe und Kunstwörter der Astronomie: sammt Nachrichten von der Geschichte der astronomischen Entdeckungen und Erfindungen, biographsichen und literarischen Notizen und einer kurzen Andeutung der Methoden und Werkzeuge, 2 Bände, Dannheimer, Kempten 1846–1848.